# 메이쇼 천황
메이쇼 천황 (明正天皇, 1624년 1월 9일 ~ 1696년 12월 4일)은 일본의 제109대 천황(재위 1629년 ~ 1643년)이며, 아명은 오키코(興子)이다.
이복 남동생 고코묘 천황에게 선위 후 당시 일본 연호이기도 한 간에이(寛永)라는 법명으로 비구니가 되어 출가하였다.
1629년부터 1643년까지 재위하는 동안 1629년부터 1632년까지 도쿠가와 히데타다가 섭정하였고, 1632년부터 1643년까지 도쿠가와 이에미쓰가 섭정하였다.

## 생애
1624년 고미즈노오 천황의 제2황녀로 태어났다. 어머니 가즈코 중궁은 도쿠가와 막부의 쇼군 도쿠가와 히데타다의 딸로, 메이쇼 천황은 히데타다의 외손녀였다. 고미즈노오 천황과 가즈코 사이에는 여러 자식들이 있었지만, 아들들은 모두 어려서 죽었다.
1627년 일어난 시에 사건, 1629년 가스가노 쓰보네의 천황 배알 등으로 막부에게서 치욕을 당한 고미즈노오 천황은 일곱 살에 불과하던 딸에게 천황의 자리를 물려주었다. 쇼토쿠 천황 이래 859년 만에 즉위한 여성 천황이었다. 그러나 치세 중에는 아버지 고미즈노오 천황의 섭정을 받아 조정에서의 실권은 가질 수 없었다. 1643년(겐나 20년) 메이쇼 천황은 즉위한 지 13년 만에 이복남동생 고코묘 천황에게 황위를 넘겨주고 상황이 되어 출가하였고, 1663년부터 1671년까지는 일본 태상천황이자 비구니의 신분으로 레이겐 천황의 섭정을 맡은 적이 있다.
1696년 (겐로쿠 9년)에 향년 74세를 일기로 사망했다.

## 같이 보기
- 일본 천황